# Fontaine chaotique
Une fontaine chaotique est un type de fontaine imaginée par Edward Lorenz.

## Principe
1. Une roue inclinée porte des godets.
2. Un robinet verse de l'eau, remplissant les godets lorsqu'ils passent sous le jet.
3. Les godets sont percés et se vident doucement.
4. La roue se met en mouvement en fonction du poids des godets.

Cette fontaine est particulière car son mouvement est imprévisible. D'infimes variations changent sa vitesse et son sens de rotation.
À l'heure actuelle, aucun ordinateur n'arrive à prévoir son mouvement plus de deux minutes.
Une version de cette fontaine est visible à la Cité des sciences et de l'industrie dans le parc de la Villette à Paris.